# Анк
Анк (лат. crux ansata, крст са дршком; ☥) је египатски хијероглиф који има значење „вечни живот“. Египатски богови су често приказивани како носе предмет овог облика, или га држе у рукама прекрштеним на грудима. Анк је још познат под именима „кључ живота“, „кључ Нила“ и „коптски крст“. Анк се често појављује у египатским гробницама и на другим предметима. Често су приказани на врховима прстију божанстава која дарују вечни живот мумији преминулог. Приказују се близу носа јер тако симболизују везу даха и живота. Могуће је да је анк и симбол зачећа. Стари Египћани су често носили анк као амајлију, некад заједно са симболима снаге (ђед) и здравља (вас). Анк је био симбол Сунца и стога је готово увек израђиван од злата, или од углачаног бакра. Огледала су често прављена у овој форми. У уметности из периода Амарне анк је приказиван на крајевима Сунчевих зрака, односно као симболично преношење живота од Сунца на Земљу. Анк се користи као симбол у модерној езотерици и готској поткултури, али ту његово значење није сасвим јасно. Поп култура користи анк као симбол бесмртности.

## Анк у египатској религији
Анк у египатској религији је симбол који представља живот, бесмртност и васкрсење. Често називан „кључ живота”, овај симбол је био незаобилазан у иконографији древног Египта, посебно у приказима богова који су држали анк у рукама, што је симболизовало њихову моћ да дарују живот. Анк је био повезан са боговима као што су Осирис, бог загробног живота, и Изида, богиња магије и мајчинства. Симбол се користио у верским обредима и често је био постављан на саркофазима и храмовима, као знак вечног живота и заштите у загробном свету.